# 郭明秋

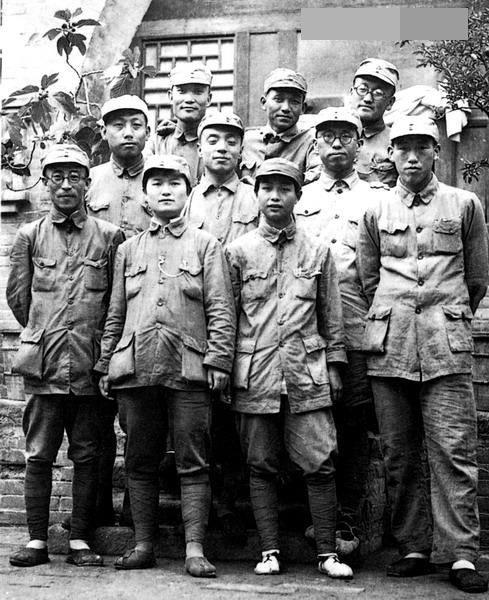
郭明秋（前排左二）

郭明秋（1917年—2001年），原名郭桂英，河北涿鹿人，中华人民共和国政治人物。曾担任中国共产党东北局妇委书记、全国妇联宣传部部长。第一届全国人大代表，第三、四、五、六、七届全国政协委员。林枫之妻。

## 生平
1935年加入中国共产党。曾任共青团北平市委组织部、宣传部部长，北平大中学生抗日救国联合会主席。是一二九运动的负责人之一。1936年夏，郭明秋与林枫结婚。后任中共晋西南区委妇委书记、中共中央妇委秘书长、中共中央晋绥分局政策研究室研究员。
中共建国后，历任东北实验学校副校长、全国妇联东北工委主任、全国妇联宣传部部长、中共中央党校政策研究室主任、教育部顾问。1954年，当选第一届全国人民代表大会代表。
2001年5月14日在北京逝世。

## 子女
- 林炎志